# Noel Bauldewijn
Noel Bauldewijn o Bauldeweyn (1480 circa – Anversa, 1529) è stato un compositore fiammingo.

## Biografia
Poco ci è giunto riguardo alla sua vita. Si sa che prese il posto di Jean Richefort come direttore del coro presso la cattedrale di Malines in Belgio fra il 1509 e il 1513. Contemporaneo di Josquin Desprez ebbe grande fama per tutta la prima metà del XVI secolo, anche perché la cattedrale in cui era attivo era una delle principali del territorio borgognone. Nel 1513 venne sostituito da Nicolas Champion, e si sposto nella cattedrale di Notre Dame ad Anversa. L'eccezionale diffusione delle sue composizioni fanno pensare ad un grande successo, sia fra le corti nobiliari (scrisse molti brani profani vocali) sia in ambito sacro. Sette delle sue messe ci sono giunte complete, la più famosa delle quali è Missa Da pacem domine, un tempo falsamente attribuita a Josquin Desprez. Ci sono rimasti anche 13 mottetti. Il modo in cui scriveva è ancora quello tipico della metà del XV secolo, sebbene alcune parti già preludano all'armonia del '600. Caratteristico della sua generazione, più della metà delle sue composizioni sono scritte per cinque o sei voci e molti brani contengono grande senso armonico e ritmico di sapore pre-barocco.
La fama di Bauldewijn è testimoniata da un particolare: lo spartito del suo mottetto "Quam pulchra es et quam decora" (sul versetto 7 del Cantico dei Cantici), pubblicato nel 1519, è contenuto nel dipinto di Caravaggio "Riposo durante la fuga in Egitto" del 1595. Sul tema di questo stesso mottetto Nicolas Gombert baserà in seguito una messa.